# Morpho catenarius
Morpho catenarius är en fjärilsart som beskrevs av Perry. Morpho catenarius ingår i släktet Morpho och familjen praktfjärilar. Inga underarter finns listade i Catalogue of Life.

## Bildgalleri

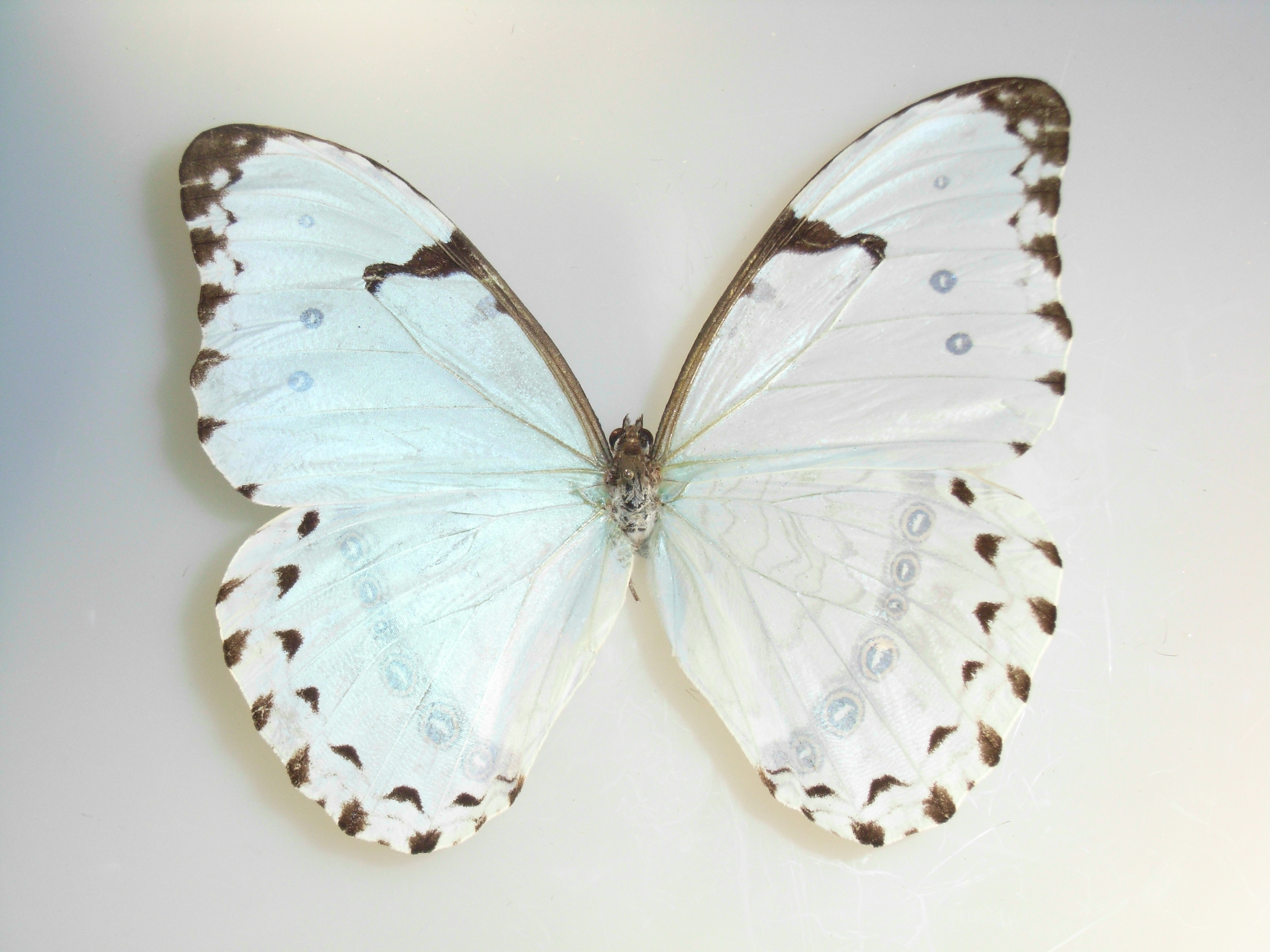
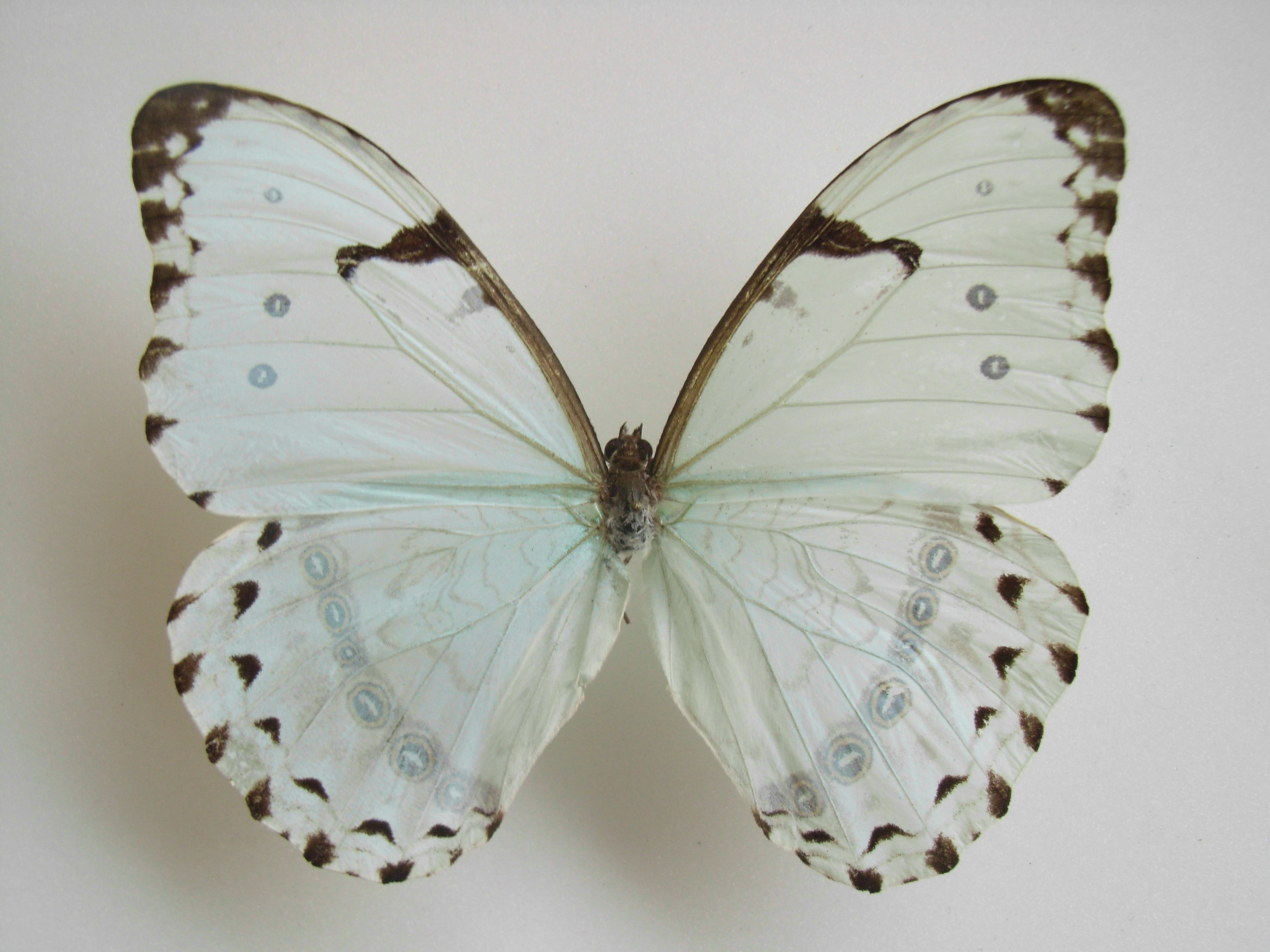